# Brachymeria criculae
Brachymeria criculae är en stekelart som först beskrevs av Kohl 1889.  Brachymeria criculae ingår i släktet Brachymeria och familjen bredlårsteklar. Inga underarter finns listade.